# Gean Loureiro
Gean Marques Loureiro (Florianópolis, 9 de outubro de 1972) é um advogado, administrador e político brasileiro, filiado ao União Brasil (UNIÃO). Foi prefeito do município de Florianópolis.

## Biografia
Filho de Aguinaldo Loureiro e de Judite Loureiro, Gean Loureiro nasceu em Florianópolis, capital do Estado de Santa Catarina, em 9 de outubro de 1972. Formado em direito pela Universidade Federal de Santa Catarina (UFSC) e em administração pela Universidade do Vale do Itajaí (Univali), Loureiro também tem mestrado em engenharia de produção pela UFSC.
Além disso, Gean Loureiro é casado com Cíntia de Queiroz Loureiro, com quem tem quatro filhas.

## Trajetória política
Gean Loureiro iniciou sua trajetória política em 1992 ao candidatar-se pela primeira vez ao cargo de vereador em Florianópolis pelo Partido Democrático Trabalhista (PDT). Alcançando a soma de 772 votos, conseguiu se eleger aos 19 anos de idade como o vereador mais jovem do Parlamento para a décima segunda legislatura (1993-1996) da câmara municipal.
Nas eleições estaduais de 1994 em Santa Catarina, candidatou-se ao cargo de deputado estadual pelo PDT, em coligação com outros sete partidos: Partido Comunista Brasileiro (PCB), Partido Comunista do Brasil (PCdoB), PDT, Partido Popular Socialista (PPS), Partido Socialista Brasileiro (PSB), PSDB e Partido dos Trabalhadores (PT). Porém, alcançando a soma de 6.182 votos (o equivalente a 0,28% dos votos válidos), não conseguiu ser eleito ao cargo.
Nas eleições municipais de 1996, candidatou-se à reeleição ao cargo de vereador pelo Partido do Movimento Democrático Brasileiro (PMDB) e, angariando 2.519 votos, conseguiu ser novamente eleito para a décima terceira legislatura (1997-2000). Durante o segundo mandato na casa, atuou como 1º Secretário entre janeiro de 1997 e dezembro de 1998.
Nas eleições estaduais de 1998, mais uma vez disputou uma vaga de deputado estadual à Assembleia Legislativa de Santa Catarina, desta vez pelo Partido da Social Democracia Brasileira (PSDB). Porém, angariando 7.098 votos (o equivalente a 0,28% dos votos válidos), não conseguiu se eleger.
Nas eleições municipais de 2000, candidatou-se pela terceira vez ao cargo de vereador de Florianópolis pelo PSDB. Alcançando a soma de 2.995 votos, foi reeleito para a décima quarta legislatura (2001-2004). Já nas eleições municipais de 2004, concorreu novamente ao cargo e foi reeleito vereador pelo PSDB para a décima quinta legislatura (2005-2008) com 5.364 votos.
Nas eleições municipais de 2008, candidatou-se mais uma vez ao cargo de vereador de Florianópolis na legenda do PMDB. Angariando 7.680 votos, conseguiu se eleger pela quinta vez à Câmara do município, tomando posse à décima sexta legislatura (2009-2012) em 01 de janeiro de 2009.
Nas eleições estaduais de 2010 em Santa Catarina, candidatou-se ao cargo de deputado federal pela primeira vez na legenda do PMDB. Alcançando a soma de 68.921 votos, Loureiro conquistou a terceira suplência, sendo convocado para assumir a cadeira à 54.ª Legislatura (2011-2015) por duas vezes em 2011. Na Câmara dos Deputados, integrou as Comissões Permanentes de Defesa do Consumidor e de Constituição e Justiça e de Cidadania.
Nas eleições municipais de 2012, candidatou-se ao cargo de prefeito de Florianópolis na sigla do PMDB, na coligação Florianópolis Ainda Melhor composta pelos partidos: PDT, PMDB, PPS, Partido Trabalhista Brasileiro (PTB), Partido Social Liberal (PSL), Partido Trabalhista Nacional (PTN), Partido Humanista da Solidariedade (PHS), Partido da Mobilização Nacional (PMN), Partido Trabalhista Cristão (PTC) e Partido Verde (PV). No primeiro turno, Gean Loureiro somou 65.678 votos (o equivalente a 27,37% dos votos válidos) e seguiu para a disputa do segundo turno ao lado de César Souza Júnior. Na segunda etapa das eleições, porém, Loureiro angariou 106.013 votos (o equivalente a 47,36% dos votos válidos) e foi derrotado pelo candidato do Partido Social Democrático (PSD). No ano seguinte, em 2013, assumiu a presidência da Fundação do Meio Ambiente de Santa Catarina (FATMA), nomeado pelo então Governador Raimundo Colombo.
Nas eleições estaduais de 2014 em Santa Catarina, candidatou-se novamente ao cargo de deputado estadual pelo PMDB. Alcançando a soma de 58.239 votos (o equivalente a 1,65% dos votos válidos), Loureiro foi eleito como o sétimo candidato mais votado no pleito. Durante o mandato na Assembleia Legislativa, integrou as Comissões de Turismo e Meio Ambiente, Finanças e Tributação, Educação, Cultura e Desporto e Defesa dos Direitos da Pessoa com Deficiência.
Nas eleições municipais de 2016, candidatou-se novamente ao cargo de prefeito do município de Florianópolis na legenda do PMDB e pela coligação Um Novo Olhar Para Florianópolis, composta pelos partidos: PMDB, PSDB, PDT, PTB, PTN, PPS, Partido Republicano Brasileiro (PRB), Partido Renovador Trabalhista Brasileiro (PRTB), Partido Social Cristão (PSC), Solidariedade, Partido Republicano Progressista (PRP) e Partido Pátria Livre (PPL). No primeiro turno das eleições, Gean Loureiro angariou 100.214 votos (o equivalente a 40,39% dos votos válidos) e seguiu para a disputa do segundo turno ao lado da candidata Ângela Amin. Já na segunda etapa das eleições, Loureiro alcançou a soma de 111.943 votos (o equivalente a 50,26% dos votos válidos) e conseguiu ser eleito ao cargo, derrotando a candidata do Partido Progressista (PP).
Após a mudança de nome do PMDB em 2017, passou a integrar o Movimento Democrático Brasileiro (MDB). Já em 28 de maio de 2019, Gean Loureiro desfiliou-se do MDB e ingressou no Democratas (DEM), em 29 de novembro desse mesmo ano. Disputou a reeleição em 2020,sendo eleito em primeiro turno.
Em 2022, candidatou-se ao governo do Estado de Santa Catarina pelo União Brasil (UNIÃO), sucessor do Democratas. Compôs a coligação "Bora Trabalhar", que contava com PSD, Patriota e o próprio União Brasil. Teve como vice Eron Giordani (PSD), que até março de 2022 era Secretário da Casa Civil do Estado de Santa Catarina no governo Carlos Moisés, adversário da chapa nesta disputa. Em uma eleição fortemente influenciada pela disputa presencial entre Jair Bolsonaro (PL) e Lula (PT), Loureiro inicialmente tentou associar sua imagem à Bolsonaro, mas foi impedido pela Justiça de utilizar em sua campanha a imagem do então presidente, cujo partido lançara a candidatura de Jorginho Melo ao governo do Estado. Recebeu 555.615 votos, ficando em 4º lugar na disputa e, portanto, não sendo eleito.

### Desempenho em eleições
| Ano  | Eleição                    | Coligação                                                          | Partido | Candidato a       | Votos                                                        | %                                            | Resultado    |
| ---- | -------------------------- | ------------------------------------------------------------------ | ------- | ----------------- | ------------------------------------------------------------ | -------------------------------------------- | ------------ |
| 1992 | Municipal de Florianópolis | Sem coligação                                                      | PDT     | Vereador          | 772                                                          | —                                            | Eleito       |
| 1994 | Estadual em Santa Catarina | PDT, PSDB, PT, PPS, PCdoB, PSB e PCB                               | PDT     | Deputado estadual | 6.182                                                        | 0,28                                         | Não Eleito   |
| 1996 | Municipal de Florianópolis | Sem coligação                                                      | PMDB    | Vereador          | 2.519                                                        | —                                            | Eleito       |
| 1998 | Estadual em Santa Catarina | Sem coligação                                                      | PSDB    | Deputado estadual | 7.098                                                        | 0,28                                         | Não Eleito   |
| 2000 | Municipal de Florianópolis | Sem coligação                                                      | PSDB    | Vereador          | 2.995                                                        | —                                            | Eleito       |
| 2004 | Municipal de Florianópolis | Sem coligação                                                      | PSDB    | Vereador          | 5.364                                                        | —                                            | Eleito       |
| 2008 | Municipal de Florianópolis | Sem coligação                                                      | PMDB    | Vereador          | 7.680                                                        | —                                            | Eleito       |
| 2010 | Estadual em Santa Catarina | Sem coligação                                                      | PMDB    | Deputado federal  | 68.921                                                       | —                                            | 3ª Suplência |
| 2012 | Municipal de Florianópolis | PMDB, PDT, PPS, PTB, PSL, PTN, PHS, PMN, PTC e PV                  | PMDB    | Prefeito          | 65.678 (2º - Primeiro turno) 106.013 (2º - Segundo turno)    | 27,37 (Primeiro turno) 47,36 (Segundo turno) | Não Eleito   |
| 2014 | Estadual em Santa Catarina | Sem coligação                                                      | PMDB    | Deputado estadual | 58.239                                                       | 1,65                                         | Eleito       |
| 2016 | Municipal de Florianópolis | PMDB, DEM, PSDB, PDT, PTB, PTN, PPS, PRB, PRTB, PSC, SD, PRP e PPL | PMDB    | Prefeito          | 100.214 (1º - Primeiro turno) 111.943 (1º - Segundo turno)   | 40,39 (Primeiro turno) 50,26 (Segundo turno) | Eleito       |
| 2020 | Municipal de Florianópolis | DEM, Republicanos, PSD, PODE e PSC                                 | DEM     | Prefeito          | 126.144 (1º - Primeiro turno)                                | 53,46                                        | Eleito       |
| 2022 | Estadual em Santa Catarina | União Brasil, Patriota e PSD                                       | UNIÃO   | Governador        | 555.615 (4º - Primeiro turno) (Não foi para o segundo turno) | 13,61                                        | Não Eleito   |

## Controvérsias
Em 18 de junho de 2019, Gean Loureiro foi preso temporariamente pela Polícia Federal (PF) durante a Operação Chabu, uma ação que tinha por objetivo desarticular uma organização que violava o sigilo de operações policiais em Santa Catarina envolvendo políticos, empresários, e servidores da Polícia Federal e da Polícia Rodoviária Federal (PRF), sendo liberado após prestar depoimento. O desembargador Leandro Paulsen, do Tribunal Regional Federal da 4ª Região (TRF4), determinou que Loureiro fosse afastado do cargo de prefeito pelo período de 30 dias, além de proibir o político de qualquer contato com outros envolvidos na operação, determinar que ele tivesse o passaporte recolhido e que não saísse do estado.
Em 6 de dezembro de 2019, a Polícia Federal concluiu o relatório da investigação e indiciou Gean Loureiro e outras 16 pessoas pelos crimes de corrupção ativa e passiva, violação de sigilo funcional, extorsão, contrabando e falso testemunho. Ainda de acordo com a PF, Loureiro teria, em seu gabinete, uma sala segura à prova de escuta que teria sido montada com equipamentos de inteligência comprados pelo empresário José Augusto Alves, um dos outros 16 indiciados.
Já em 7 de fevereiro de 2020, o Ministério Público Federal (MPF) denunciou Gean Loureiro como integrante de suposta organização criminosa e arquivou os outros quatro indiciamentos da PF. Ainda assim, a denúncia do MPF corrobora a versão da PF de que haveria um esquema organizado para antecipar informações sobre operações policiais em andamento e obter lucros políticos e empresariais com esses vazamentos. Em caso de condenação, o MPF pede a aplicação da pena de três a oito anos de prisão prevista pelo crime de organização criminosa, a perda de mandato e a suspensão dos direitos políticos de Loureiro por oito anos.
Em junho de 2020 a 4ª sessão do Tribunal Regional Federal da 4ª Região (TRF4) decidiu, por unanimidade, não receber uma denúncia ofertada pelo MPF um ano antes, com base na Operação Chabu, desencadeada pela Polícia Federal. No entendimento do TRF4, as provas amealhadas ao longo da investigação e apresentadas pela denúncia foram incapazes de revelar justa causa para que Gean Loureiro fosse  processado criminalmente.  A denúncia se referia a uma suposta “sala segura à prova de escuta” para antecipar informações que teria sido montada em seu gabinete, fato que nunca se confirmou.  